# ساخت بهشت (ترانه)
«ساخت بهشت» (به انگلیسی: Made in Heaven) تک‌آهنگی از هنرمند اهل بریتانیا فردی مرکوری، کوئین است که در سال ۱۹۸۵ میلادی منتشر شد. این تک‌آهنگ در آلبوم ساخت بهشت قرار داشت.